# Новокарлівка (станція)
Новокáрлівка — проміжна залізнична станція Запорізької дирекції Придніпровської залізниці на нелектрифікованій лінії Запоріжжя II — Пологи між станціями Мала Токмачка (10 км) та Інженерне (7 км). Розташована в однойменному селі Пологівського району Запорізької області.

## Пасажирське сполучення
До російського вторгнення в Україну на станції Новокарлівка зупинялися поїзди приміського сполучення:
| Рух приміських поїздів по станції Новокарлівка (до 24.02.2022) |                    |                          |
| №                                                              | Маршрут сполучення | Періодичність курсування |
| 6841/6844                                                      | Пологи — Запоріжжя | Щоденно                  |
| 6852/6849                                                      | Запоріжжя — Пологи | Щоденно                  |